# Alexanderarchipel
Der Alexanderarchipel (englisch Alexander Archipelago) ist eine Inselgruppe (Archipel) im Pazifischen Ozean vor der Küste des Alaska Panhandle.

## Geographie
Die Inseln sind die Spitzen einer Kette von steilen untermeerischen Gebirgen entlang der Pazifikküste Südost-Alaskas. Die rund 1100 Inseln werden durch tiefe Meeresstraßen voneinander und vom Festland getrennt. Der nördliche Teil der Inside Passage verläuft durch den Archipel.
Die größten Inseln sind die drei ABC-Inseln (Chichagof Island, Admiralty Island, Baranof Island), Wrangell Island, Revillagigedo Island, Kupreanof Island, Prince of Wales Island, Kuiu Island und Etolin Island.
Alle Inseln sind meistens gebirgig (bis 1380 m über dem Meeresspiegel), dicht bewaldet und weisen einen großen Artenreichtum an Wildtieren auf. Die meisten von ihnen gehören zum Tongass National Forest.

## Bevölkerung
In der Region leben die Indianervölker der Tlingit und Kaigani Haida. Die Tsimshian, die auf Annette Island leben, stammen ursprünglich nicht aus der Region, sondern sind im späten 19. Jahrhundert aus British Columbia eingewandert.
Die größten Städte des Archipels sind Sitka auf Baranof Island und Ketchikan auf Revillagigedo Island. Die größte Stadt in der Region und Hauptstadt Alaskas, Juneau, liegt auf dem Festland.

## Wirtschaft
Die Wirtschaft auf den Inseln besteht hauptsächlich aus Tourismus, Fischerei und Forstwirtschaft. Auch wird in geringem Maß Goldgewinnung betrieben.

## Geschichte
Der Archipel wurde erstmals 1741 von Russen und später von Briten, Spaniern und US-Amerikanern erkundet. Alexander Andrejewitsch Baranow (1747–1819), Leiter der russischen Pelzhandelsgesellschaft an der Wende vom 18. zum 19. Jahrhundert, war von 1799 bis 1818 der erste Gouverneur der Russisch-Amerikanischen Kompagnie und nahm die Inseln 1799 formell in Besitz. Nach ihm ist Baranof Island benannt. Mit dem Alaska Purchase 1867 gingen die Inseln in US-amerikanischen Besitz über. Im gleichen Jahr benannte die U.S. Coast and Geodetic Survey den Archipel nach dem russischen Zaren Alexander II.